# Lethe manis
Lethe manis är en fjärilsart som beskrevs av Corbet 1942. Lethe manis ingår i släktet Lethe och familjen praktfjärilar. Inga underarter finns listade i Catalogue of Life.